# Nishi-ku (Hiroshima)
Pour les articles homonymes, voir Nishi-ku.
Nishi (西区, Nishi-ku) est l'un des huit arrondissements de la ville de Hiroshima au Japon. Il est situé au sud de la ville.

Position de l'arrondissement de Nishi dans la ville de Hiroshima.

En 2016, sa population est de 190 721 habitants pour une superficie de 35,61 km2, ce qui fait une densité de population de 5 360 hab./km2.

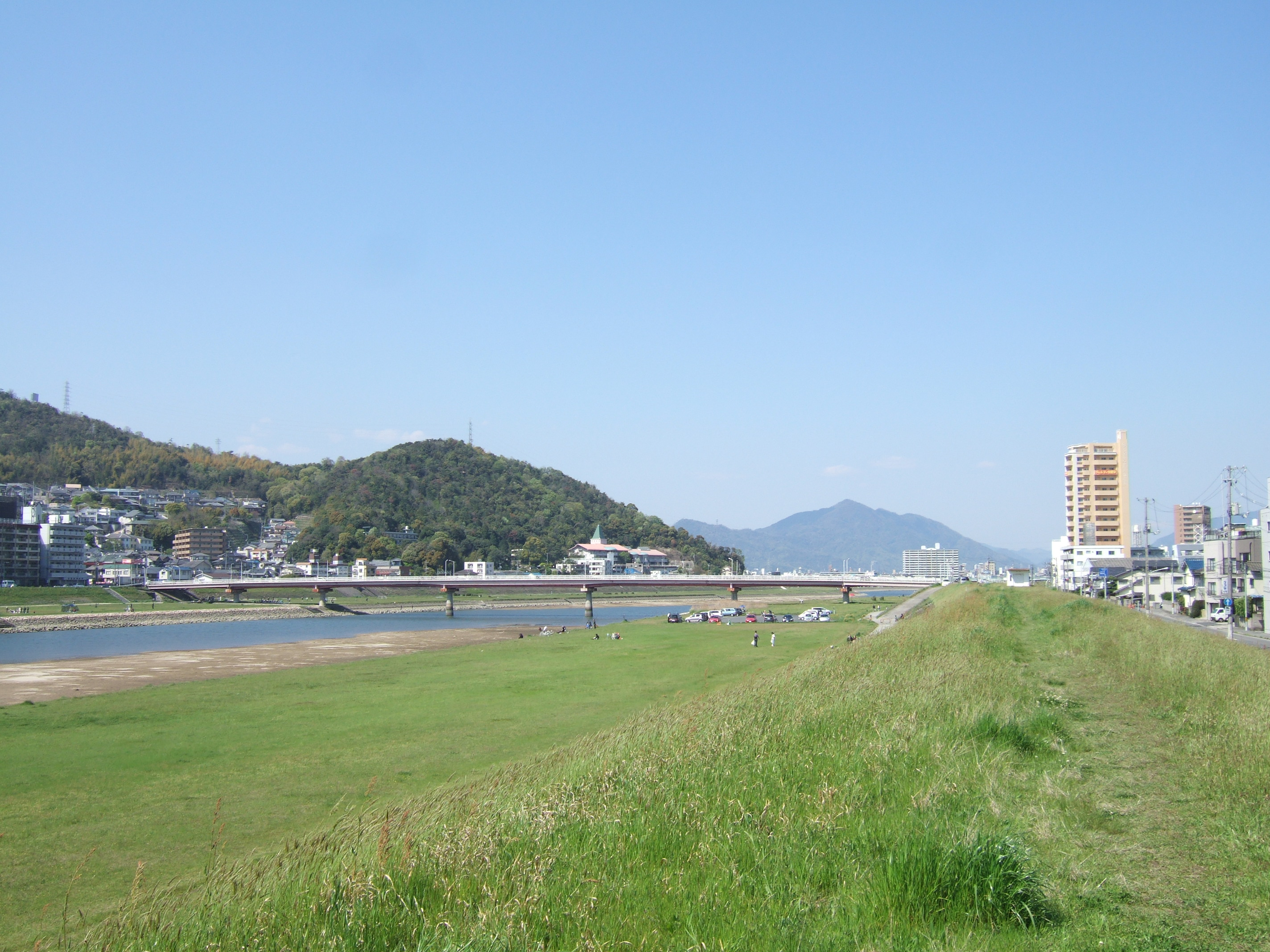
Vue de l'arrondissement avec le pont Mitaki.

## Histoire
L'arrondissement a été créé en 1980 lorsque Hiroshima est devenue une ville désignée par ordonnance gouvernementale.

## Transport publics
L'arrondissement est desservi par la ligne Sanyō de la JR West et le tramway de Hiroshima.
L'aéroport de Hiroshima-Nishi se trouve dans l'arrondissement.